# FKルフ・リヴィウ
FCルフ・リヴィウ（FC Rukh Lviv (ウクライナ語: ФК «Рух» Львів)）は、ウクライナのリヴィウ州リヴィウをホームタウンとするサッカークラブである。

## 歴史
2003年にヴィンニキで創設された。
アマチュアリーグを経て、2016-17シーズンにプロリーグのセカンドリーグに参戦すると、2位の成績を残した。優勝したジェムチュジナ・オデッサ、3位のクレミニ・クレメンチュークと共にファーストリーグに自動昇格した。
2017-18シーズンにファーストリーグで7位、2018-19シーズンに11位の成績を残した。
2019年7月24日にヴィンニキからリヴィウに移転し、エンブレムも変更されることが発表された。
2019-20シーズンにファーストリーグで2位になり、プレミアリーグ昇格を果たした。同じくプレミアリーグ昇格を決めた優勝チームのミナイとは勝ち点差1、3位のインフレツィ・ペトロヴェとも勝ち点差1であった。

## タイトル

### 国内タイトル
- なし

### 国際タイトル
- なし

## 過去の成績
| シーズン | ディビジョン     | ディビジョン | ディビジョン | ディビジョン | ディビジョン | ディビジョン | ディビジョン | ディビジョン | ディビジョン | ウクライナ・カップ |
| シーズン | リーグ           | 順位         | 試           | 勝           | 分           | 敗           | 得           | 失           | 点           | ウクライナ・カップ |
| -------- | ---------------- | ------------ | ------------ | ------------ | ------------ | ------------ | ------------ | ------------ | ------------ | ------------------ |
| 2016-17  | セカンドリーグ   | 2位          | 32           | 23           | 5            | 4            | 68           | 24           | 74           | 2回戦敗退          |
| 2017-18  | ファーストリーグ | 7位          | 34           | 14           | 9            | 11           | 36           | 30           | 51           | 2回戦敗退          |
| 2018-19  | ファーストリーグ | 11位         | 28           | 8            | 10           | 10           | 35           | 35           | 34           | 2回戦敗退          |
| 2019-20  | ファーストリーグ | 2位          | 30           | 18           | 7            | 5            | 51           | 21           | 61           | 3回戦敗退          |
| 2020-21  | プレミアリーグ   | 10位         | 26           | 6            | 10           | 10           | 27           | 39           | 28           | 3回戦敗退          |
| 2021-22  | プレミアリーグ   | 11位         | 17           | 4            | 6            | 7            | 16           | 21           | 18           | ベスト16           |
| 2022-23  | プレミアリーグ   | 11位         | 30           | 7            | 11           | 12           | 31           | 37           | 32           | 中止               |
| 2023-24  | プレミアリーグ   |              |              |              |              |              |              |              |              | ベスト16           |

## 歴代所属選手
- オレクサンドル・アリエフ 2015
- マクシム・シャツキフ 2015-2016